# Joe R. Hanley

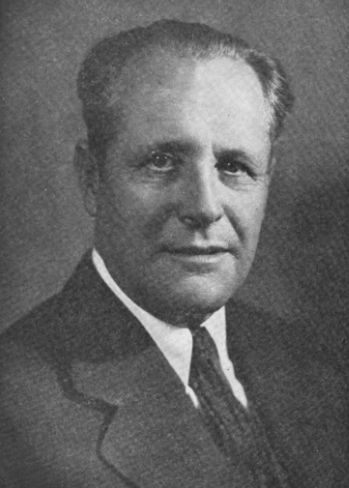
Photo von Hanley (zwischen 1943 und 1949)

Joseph Rhodes Hanley (* 30. Mai 1876 in Davenport, Scott County, Iowa; † 1961) war ein US-amerikanischer Rechtsanwalt und Politiker (Republikanische Partei).

## Werdegang
Joseph Rhodes Hanley diente während des Spanisch-Amerikanischen Krieges 1898 in der US-Army. In diesem Zusammenhang bekleidete er später in den Jahren 1941 und 1942 den Posten des Oberbefehlshabers (Commander-in-Chief) der United Spanish War Veterans.
Hanley war zwischen 1927 und 1931 Mitglied der New York State Assembly, wo er den Wyoming County vertrat. Danach war er von 1932 bis 1943 Mitglied im Senat von New York. Während dieser Zeit starb Perley A. Pitcher, der Mehrheitsführer (Majority Leader) im Senat von New York, so dass Hanley am 27. Februar 1939 zu seinem Nachfolger gewählt wurde. Als Charles Poletti dem zurückgetretenen Gouverneur Herbert H. Lehman 1942 in sein Amt nachfolgte, fungierte Hanley vier Wochen lang als kommissarischer Vizegouverneur von New York.
Als dann Thomas W. Wallace am 17. Juli 1943 in seinem Amt als Vizegouverneur von New York verstarb, fungierte Hanley wieder als kommissarischer Vizegouverneur. In der nachfolgenden Nachwahl (special election) für das Amt des Vizegouverneurs besiegte er im November 1943 den Demokraten William N. Haskell. Er wurde 1946 wiedergewählt und bekleidete so den Posten des Vizegouverneurs bis Ende 1950. Während dieser Zeit nahm er als Delegierter 1944 und 1948 an den Republican National Conventions teil.
Im Frühjahr 1950 kündigte Gouverneur Thomas E. Dewey an, dass er keine weitere Amtszeit als Gouverneur anstrebe. Hanley war der führende Kandidat für seine Nachfolge, allerdings entschied sich Dewey dann doch noch anzutreten und wurde wiedergewählt. Offiziell behauptete Hanley, dass er aus dem Wahlkampf freiwillig ausgestiegen sein, um den Weg für Dewey freizumachen. Aber in einem Brief an den US-Abgeordneten William K. Macy schrieb er, dass ihn Dewey davon überzeugt hätte für den US-Senat anzutreten. Ferner machte er ihm eine Zusage eines Postens für den Fall einer Niederlage. In der nachfolgenden Senatswahl wurde er geschlagen und kurz darauf zum Sonderberater der State Division of Veterans' Affairs ernannt.